# Smolnoje
Smolnoje (russisch Смольное, deutsch Charlottenburg) ist ein kleiner Ort in der russischen Oblast Kaliningrad. Er gehört zur Gorodskoje posselenije Schelesnodoroschnoje (Stadtgemeinde Schelesnodoroschny) im Rajon Prawdinsk.

## Geographische Lage
Smolnoje liegt nordwestlich von Krylowo unweit der Siedlung Kotschkino und nahe der russischen Fernstraße A 196. Eine Bahnanbindung gibt es nicht.

## Geschichte
Der ehedem Charlottenburg genannte Ort war vor 1945 wie Klein Sobrost und Waldeck ein Ortsteil der Gemeinde Popowken (1938–1945 Neusobrost) und mit ihr in seiner Geschichte verbunden. Popowken gehörte zum Amtsbezirk Sobrost im Landkreis Gerdauen im Regierungsbezirk Königsberg der preußischen Provinz Ostpreußen.
1945 kam Charlottenburg mit dem nördlichen Teil von Ostpreußen zur Sowjetunion und erhielt 1950 den Namen „Smolnoje“. Bis 2009 war der Ort innerhalb der russischen Oblast Kaliningrad in den Krylowski sowjet (Dorfsowjet Krylowo) eingegliedert und ist seither – aufgrund einer Struktur- und Verwaltungsreform – eine als „Siedlung“ (possjolok) eingestufte Ortschaft innerhalb der Gorodskoje posselenije Schelesnodoroschnoje (Stadtgemeinde Schelesnodoroschny) im Rajon Prawdinsk.

## Kirche
Innerhalb der Gemeinde Popowken gehörte Charlottenburg mit seiner meistenteils evangelischen Einwohnerschaft zum Kirchspiel des heute in Polen gelegenen Assaunen innerhalb des Kirchenkreises Gerdauen in der Kirchenprovinz Ostpreußen der Kirche der Altpreußischen Union.
Heute liegt Smolnoje in der Kirchenregion Tschernjachowsk der neu errichteten Propstei Kaliningrad der Evangelisch-Lutherischen Kirche Europäisches Russland (ELKER).